# Les Coteaux-Périgourdins
Les Coteaux-Périgourdins – gmina we Francji, w regionie Nowa Akwitania, w departamencie Dordogne. W 2013 roku liczba ludności wynosiła 563 mieszkańców. 
Gmina została utworzona 1 stycznia 2017 roku z połączenia dwóch ówczesnych gmin: Chavagnac oraz Grèzes. Siedzibą gminy została miejscowość Chavagnac.